# Колено Гадово

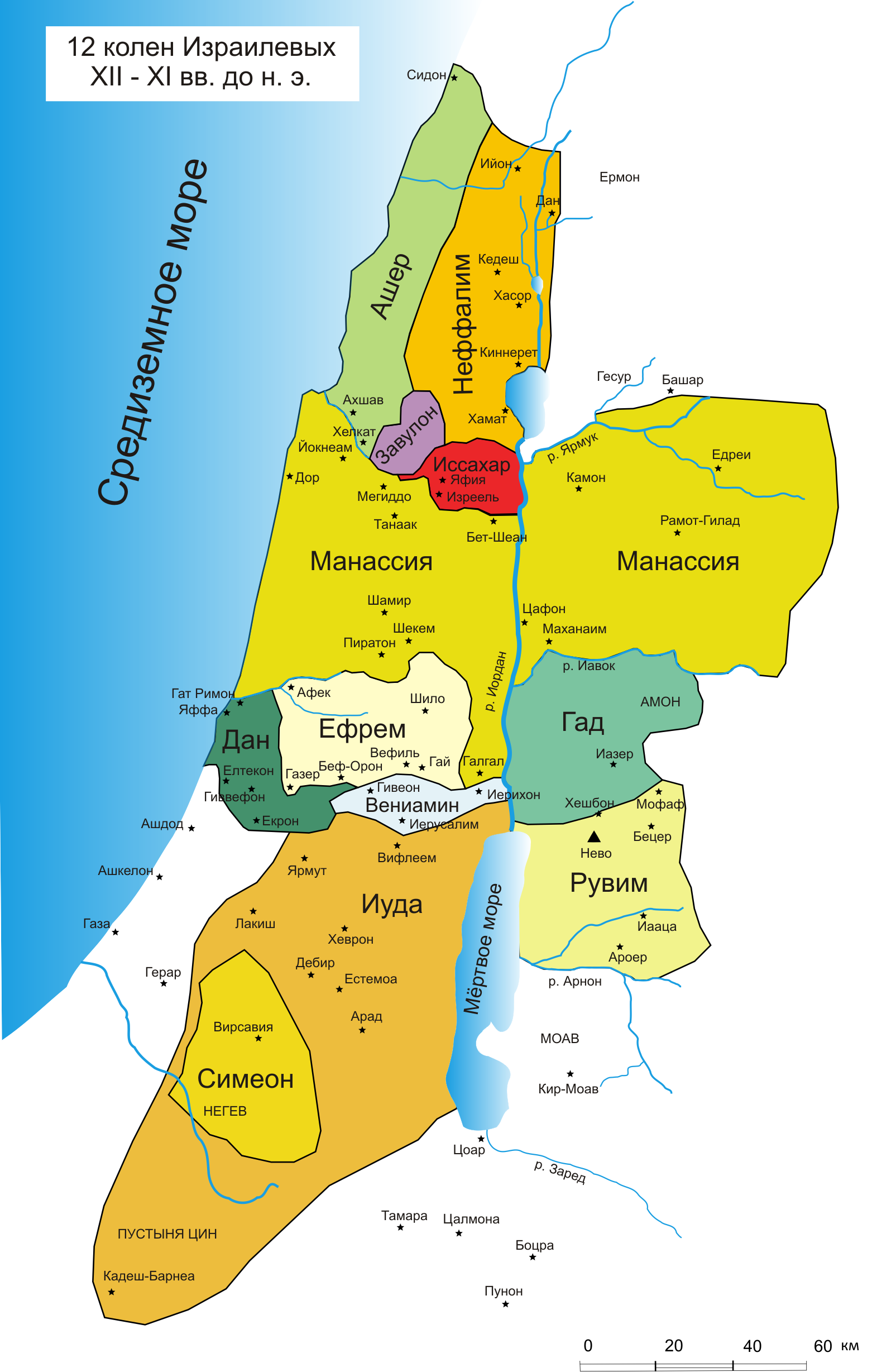

Колено Гадово (ивр. שֵׁבֶט גָּד‎) — одно из колен Израилевых. Родословную вело от Гада, седьмого сына Иакова (от Зелфы). При разделе Земли Обетованной оно, обладая множеством стад скота, получило вместе с коленом Рувимовыми и половиной Манассиевого колена территорию на восточном берегу реки Иордан. Несмотря на пастушеский образ жизни, выделялось своей храбростью и воинственностью. Будучи передним краем израильского народа за Иорданом, оно активно помогало своим соплеменникам завоёвывать земли, вело успешные и победоносные войны с агарянами, исмаилитами и другими аравийскими племенами того времени. Колено Гадово раньше других израильских племён стало объектом нападений ассирийских царей. Во времена пророчества Иеремии его территория была завоевана аммонитами, а в 733—732 до н. э. присоединена к Ассирии.